# Crassula tillaea
Espèce
Statut de conservation UICN

 LC  : Préoccupation mineure
Crassula tillaea est une espèce de plantes succulentes de la famille des Crassulaceae communément appelée crassule mousse, mousse-fleurie.
C'est une plante charnue qui pousse à seulement quelques centimètres de hauteur. Elle est verte au printemps et devient progressivement orange, puis rouge foncé à maturité. Une petite fleur ou une paire de fleurs croît en sens opposé entre chaque paire de feuilles disposées, les fleurs mesurent environ deux millimètres de longueur et de largeur. Le fruit est un follicule contenant une ou deux graines. Cette plante est originaire d'Eurasie, en particulier du bassin méditerranéen, mais elle est connue dans d'autres régions comme une espèce introduite.